# Église Saint-Benoît d'Issy-les-Moulineaux
L'église Saint-Benoît est un lieu de culte catholique situé rue Ernest-Renan sur la commune d'Issy-les-Moulineaux.

## Histoire
Cette église est bâtie le long de l'ancienne voie romaine de Paris à Dreux, comme l'a montré la découverte en 1967 d'une nécropole mérovingienne d'une centaine de sépultures, datant du Ve siècle au VIIIe siècle.
Au XIe siècle, Issy fait partie des dépendances de l’abbaye de Saint-Germain-des-Prés.
Il devient au XVIIe siècle une propriété des Jésuites du Collège de Clermont. S'y installèrent ensuite, de 1645 à 1753, les Bénédictines de l'abbaye Sainte-Anne d'Issy. Ensuite, y prit place une maison de retraites pour les prêtres, dont les dix derniers pensionnaires, octogénaires, et leur supérieur furent assassinés à la Prison des Carmes en 1792.
Vendue comme bien national, la maison est achetée en 1821 par les Sœurs de la doctrine chrétienne dites « Soeurs Blanches », qui y ouvrent en 1823 le pensionnat Sainte-Philomène, un pensionnat de jeunes filles en 1823 et reconstruisent la chapelle en 1859. Le pensionnat ferme en 1903 lors de la séparation de l'Église et de l'État, et la chapelle est abandonnée.
Le Cardinal Louis-Ernest Dubois, archevêque de Paris décide alors d’en faire une chapelle de secours pour la paroisse Saint-Etienne, et nomme en 1921 l’abbé Ouvre comme administrateur.
La chapelle est agrandie en 1932 puis reconstruite en 1970 dans un style contemporain, par l'Œuvre des Chantiers du Cardinal.